# Timarcha interstitialis
Timarcha interstitialis es una especie de insecto coleóptero de la familia Chrysomelidae.
Fue descrita científicamente en 1861 por Fairmaire.